# Richard Casey
Richard Gardiner Casey, baron Casey (ur. 29 sierpnia 1890 w Brisbane, zm. 17 czerwca 1976 w Berwick w stanie Wiktoria) – australijski polityk i dyplomata, w latach 1935–1939 minister skarbu, następnie w latach 1951–1960 minister spraw zagranicznych, a w latach 1965–1969 gubernator generalny Australii.

## Życiorys

### Młodość
Był synem Richarda Gardinera Caseya i Evelyn Harris. Młody Casey kształcił się w Cumloden School w St Kilda oraz w Melbourne Grammar. W 1909 r. rozpoczął studia na Uniwersytecie Melbourne, ale później przeniósł się do Trinity College na Uniwersytecie Cambridge, gdzie uzyskał tytuł bakałarza sztuk w 1913 r. W 1914 wstąpił do armii i walczył w bitwie o Gallipoli, a następnie we Francji. Po śmierci jego ojca – zamożnego przedsiębiorcy – w 1919 r., przez kilka lat zajmował się zarządzaniem pozostawionymi mu w spadku firmami. W latach 1924–1931 był australijskim oficerem łącznikowym przy brytyjskim rządzie w Londynie. W 1926 r. poślubił Ethel Marian Sumner Ryan i miał z nią dwoje dzieci.

### Kariera rządowa i dyplomatyczna
W 1931 r. Casez został członkiem Izby Reprezentantów z ramienia Partii Zjednoczonej Australii jako reprezentant okręgu Corio. Cztery lata później stanął na czele Ministerstwa Skarbu, zaś w latach 1939–1940 był ministrem zaopatrzenia i rozwoju. W 1940 r. został pierwszym w historii australijskim ambasadorem w Waszyngtonie. W 1942 r. przeszedł do brytyjskiej dyplomacji (Australia była wówczas formalnie dominium brytyjskim i takie transfery były w pełni możliwe) i został przedstawicielem londyńskiego rządu na Bliskim Wschodzie, z siedzibą w Kairze. W latach 1944–1946 był brytyjskim gubernatorem Bengalu.
W 1946 r. wrócił do Australii i zajął się budowaniem struktur nowo utworzonej Liberalnej Partii Australii. W 1949 r. wrócił do parlamentu jako reprezentant okręgu La Trobe i zarazem do resortu zaopatrzenia i rozwoju, a dwa lata później stanął na czele australijskiej dyplomacji. Po dziewięciu latach sprawowania urzędu, w 1960 r. ogłosił przejście na polityczną emeryturę. W uznaniu jego zasług dla Wielkiej Brytanii, w tym samym roku jako trzeci (i jak dotąd ostatni) Australijczyk otrzymał parostwo jako baron Casey.

### Gubernator generalny Australii
W 1965 r. został gubernatorem generalnym Australii. Choć funkcja ta ma charakter głównie ceremonialny, gubernator posiada pewne kompetencje w przypadku kryzysów rządowych. Kryzys taki wystąpił w 1967 r. po śmierci w tajemniczych okolicznościach (przyjmuje się, że utonął, choć nigdy nie odnaleziono ciała) premiera Harolda Holta. Decyzja o wskazaniu nowego premiera należała do barona Caseya. Najbardziej naturalnym wyborem był nowy lider najsilniejszej wówczas w parlamencie Partii Liberalnej, William McMahon. Gubernator wybrał jednak lidera koalicyjnej Partii Krajowej, Johna McEwena, powołując się na precedens z 1939 r., w wyniku którego premierem został Earle Page.

### Schyłek życia
W 1969 jego kadencja dobiegła końca i wraz z żoną wyprowadził się ze stolicy na swoją farmę w stanie Wiktoria. W 1974 był poważnie ranny w wypadku samochodowym, po którym nigdy nie doszedł w pełni do siebie. Zmarł w 1976. Obecnie gmina, na terenie której znajdowała się farma, nosi nazwę City of Casey. Jego imię nosi także budynek będący obecnie siedzibą australijskiego resortu spraw zagranicznych i handlu.